# 리처드 버크

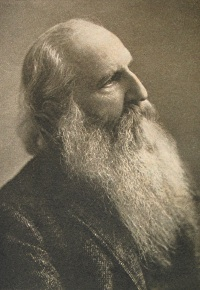

리차드 모리스 버크(Richard Maurice Bucke, 1837년 3월 18일~1902년 2월 19일)는 모리스 버크라고도 불렸으며, 19세기 말의 중요한 정신과 의사이다. 어렸을 때부터 모험적이었던 그는 약학을 공부하다 온트리오에서 정신학을 연구하며 미국, 캐나다, 영국 등의 유명인사들과 친구가 되었다. 그의 대표적인 저서로는 <인간의 도덕적 본성>, <월트 위트맨>과, <Cosmic Consiousness>가 있다. 그는 19세기의 신지학회, 초절주의 운동과 더불어 초개아 심리학의 태동에 영향을 준 사람으로 알려져 있다.